# Ordem da Estrela da Índia

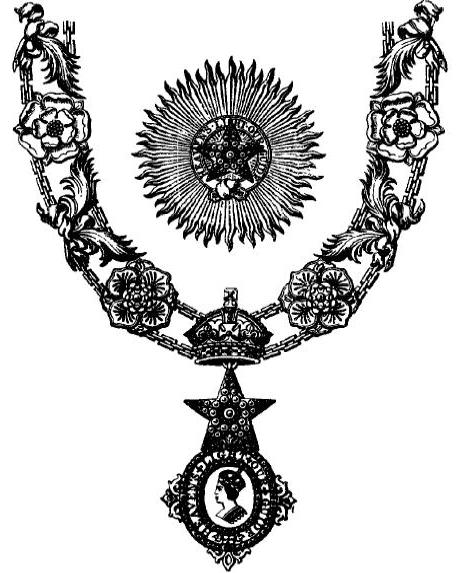
A insígnia dum Cavaleiro da Exaltadíssima Ordem da Estrela da Índia

A Exaltadíssima Ordem da Estrela da Índia (em inglês, Most Exalted Order of the Star of India) é uma ordem militar de cavalaria, fundada pela Rainha Vitória em 1861.
A Ordem inclui membros de três classes distintas: 
- Cavaleiro-Grande-Comendador ou Dama-Grande-Comendadora (GCSI)
- Cavaleiro-Comendador ou Dama-Comendadora (KCSI ou DCSI)
- Companheiro ou Companheira (CSI)

Nenhum apontamento à ordem foi feito desde a independência da Índia, em 1947.
A frase do ordem é Heaven's Light Our Guide, inglês por «A luz do céu é nossa guía». A «Estrela da Índia», o emblema do ordem, apareceu  também na bandeira do Vice-Rei da Índia e outras bandeiras usadas por representar Índia Britânica.